# مستعرات عظمى من النوعين Ib وIc

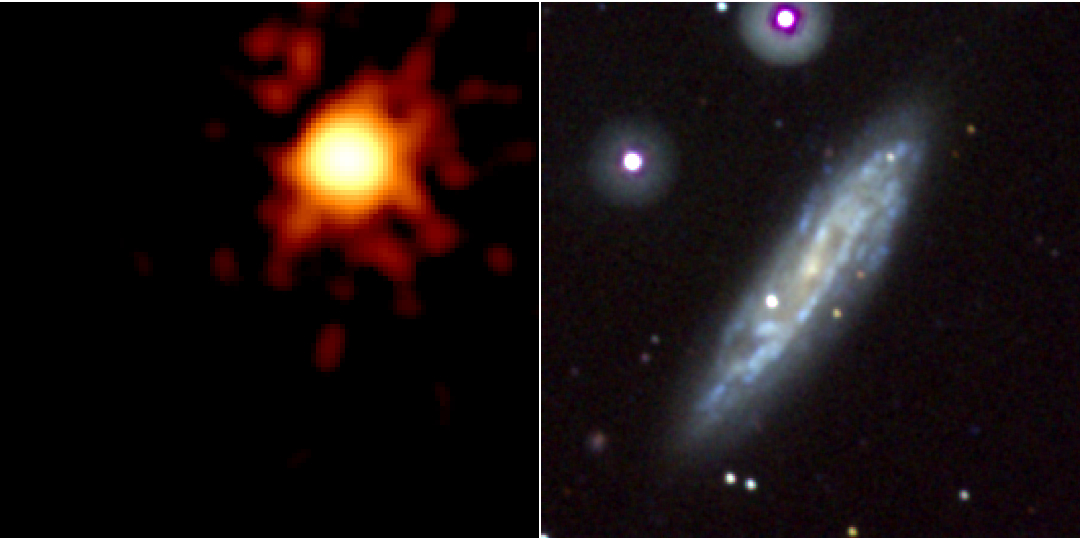
The Type Ib supernova Supernova 2008D

مستعر أعظم، نوع 1 ب  ومستعر أعظم، نوع 1 سي  في الفلك (بالإنجليزية: Ib and Ic supernovae) هما تصنيفان لانفجار النجوم ينشأ عن تقلص مفاجيئ لقلب نجم بالغ الكتلة. تشتت تلك النجوم طبقاتها الخارجية من الهيدروجين في الفضاء، وعندما نقارن أطيافها بطيف مستعر أعظم، نوع 1أ نجد أن طيفها يفتقد خطوط امتصاص السيليكون.
ويميل العلماء إلى الاعتقاد بأن النوعين 1 ب و 1 سي لمستعر أعظم قد فقدا الكثير من طبقاتهم العليا التي تحتوي على الهيليوم. وتوصف ذلك النوعان للمستعرات العظمى بأنها مستعرات فقدت أغلفتها العليا وتقلص قلبها.

## الأطياف
يمكن عند رؤية مستعر أعظم تصنيفه طبقا لتصنيف منكوفسكي-زفيكي بالاعتماد على خطوط طيف الامتصاص التي تظهر في طيفها.

وتصنف المستعرات العظمى أولا طبقا للنوعين 1 و 2 (مستعر أعظم II)، ثم يتبع ذلك تصنيفهم الأدق المبني على خواصهم. فنوع المستعر الأعظم 1 يفتقد خطوط الهيدروجين في طيفه، وأما النوع 2 من المستعرات العظمى فتوجد في أطيافها خطوط الهيدروجين. ويقسم التصنيف 1 إلى التصنيفات التحتية 1أ و 1 ب و 1 سي للمستعرات العظمى.

ونفرق بين المستعر أعظم، نوع 1 ب و 1 سي بالمقارنة بالمستعر أعظم نوع 1أ بفقدان خط امتصاص السيليكون المتأين، وهو خط له طول موجة قدره 635 نانومتر.

كما تحتوي أطياف النوعين 1 ب و 1 سي عندما تتقدم في العمر خطوط عناصر مثل الأكسجين والكالسيوم والمغنسيوم. وبالمقارنة بأطياف المستعر الأعظم، نوع 1أ فتلك يغلب فيها خطوط الحديد.

ونفرق بين النوع 1 سي و 1 ب بأن 1 سي يفتقد خطوط الهيليوم وهي ذات طول موجة قدره 587 نانومتر.

## تكونهما

التكوين الطبقي البصلي لنجم بالغ الكتلة (أكبر من الشمس).

يبدأ النجم الضخم بمكوناته من الهيدروجين (76 %) ونحو 23 % من الهيليوم و 1 % عناصر خفيفة، (وهذه هي المكونات الأساسية لمادة الكون بعد الانفجار العظيم). ويبدأ الاندماج النووي فيه فيضيئ ويحول تلك العناصر الخفيفة إلى عناصر ثقيلة.
قبل حدوث انفجار المستعر الأعظم يكون النجم قد تشكل خلال عمره في هيئة طبقات غلافية تشبه البصلة، وتجري في كل طبقة نوع مختلف من الفاعلات النووية وتتراكم فيها عناصر مختلفة. وتتكون الطبقة الخارجية من الهيدروجين (أخف العناصر) ن والطبقة لتي تحتها من الهيليوم، وتحتها طبقة الكربون، وتحتها طبقة أكسجين وهكذا إلى طبقات عناصر أثقل فأثقل نحو مركز النجم. وعندما يقذف النجم طبقته الخارجية من الهيدروجين، فتصبح الطبقة الخارجية من الهيليوم (مخلوطا مع بعض العناصر الأخرى). ويحدث هذا عندما تزداد درجة حرارة النجم إلى درجة تزداد معها الريح النجمية فيفقد كميات هائلة من مادته. وقد تفقد نجوم بالغة الضخامة (كتلتها أكبر 25 مرة وأكثر من كتلة الشمس) من مادتها بهذه الطريقة ما يعادل
10−5
من كتلة الشمس في كل سنة من عمره، أي أنه يستهلك من مادته ما يعادل كتلة شمسية خلال 100.000 سنة.

ويعتقد ان المستعر الأعظم من نوع 1 ب و 1 سي بأنهما يحدثان بسبب تقلص قلب نجم ضخم الذي يكون قد فقد غلافيه الخارجيين من الهيدروجين والهيليوم، إما عن طريق الريح النجمي أو انجذاب تلك الطبقات إلى نجم قرين له.
.

كما يمكن ان يحدث فقد كبير في الكتلة في حالة نجم ولف-رايت الضخم وكل تلك النجوم البالغة الضخامة تبين أطيافها افتقاد الهيدروجين. وفي حالة النجم الذي ينفجر في هيئة مستعر أعظم 1 ب يكون النجم قد تخلص من غلافه الخارجي بينما النوع الذي يتفجر كمستعر اعظم 1 سي فإنه يكون قد فقد غلافيه من الهيدروجين والهيليوم.

ويماثل ميكانيكية المستعرين الاعظمين من نوع 1 ب ونوع 1 سي إلى حد ما النوع الآخر المسمى مستعر أعظم II، ولذلك فأحيانا تصنف المستعرين 1 ب/سي بين التصنيف 1أ والتصنيف II.

ونظرا لتماثلهما فأحيانا يطلق على النوعين 1 ب و 1 سي الاسم الشمولي مستعر أعظم 1 ب سي.

كما توجد بعض المؤشرات إلى أن قليل من المستعرات العظمي من نوع 1 سي تشكل مقدمة لانفجار اشعة غاما رغم أنه من المعتقد أيضا أن أي نوع من المستعرات العظمى الفاقدة لهيدروجينها يمكن ان تصير الإجار أشعة غاما، ويعتمد ذلك على الشكلية الهندسية للنفجار.

وعلى آية حال، فإن الفلكيين يعتقدون أن معظم المستعرات العظمى، نوع 1 ب، وربما النوع 1 سي أيضا تنتج عن تقلص قلب نجم ضخم فقد غلافه، وليس بسبب حدوث تفاعل نووي منفلت في قزم أبيض.

ونظرا لندرة النجوم البالغة الضخامة يكون معدل حدوث المستعرين الاعظمين من نوع 1 ب ونوع 1 سي أقل طثيرا عن معدل حدوث المستعر الأعظم II.

وهما يحدثان بصفة عامة في مناطق نشأة نجوم جديدة، ولم تشاهد في المجرات الإهليجية.
. ونظرا للتشابه الكبير في كيفية حدوثهم فإن الأنواع 1 ب/سي والنوع II تسمى مستعرات عظمى متقلصة القلب. وأحيانا يسمى التصنيف 1 ب/سي «مستعر أعظم متقلص القلب مفتقد الغلاف».

## المنحنيات الضوئية
تتغير المنحنيات الضوئية للنوع 1 ب من المستعرات العظمى - وهي رسوم بيانية تبين تغير شدة السطوع مع الزمن - في الشكل ولكنها تماثل في بعض الأحيان المنحنى الضوئي للمستعر الاعظم، نوع 1أ، إلا أن المنحنى الضوئي لمستعر أعظم نوع 1 ب تكون قمة سطوعه أقل وتميل إلى الاحمرار. ويماثل المنحنى الضوئي لمستعر أعظم نوع 1 ب في نطاق الأشعة تحت الحمراء مع منحنى الضوء لمستعر أعظم من نوع II-L (أنظر مستعر أعظم).

كما يكون ميل المنحنى الضوئي انوع 1 ب اقل من ميل المنحنى الخاص بالنوع 1 سي.

يستفاد من المنحنى الضوئي للمستعرات العظمي نوع 1أ في تعيين المسافات في الكون. فتلك المستعرات العظمى تعمل «كشمعة عيارية». ولكن بسبب تماثل أطياف المستعرات العظمى نوع 1 ب ونوع 1 سي فإن النوع 1 سي قد يغالط القياسات عند القيام بالمسح السماوي للمستعرات العظمى ويجب عزل ذلك النوع من المستعرات قبل تعيين المسافات.

## تصنيف المستعرات العظمى
يرمز للمستعر الأعظم بالإنجليزية Supernova أو بالاختصار SN.
| SN I: الطيف الابتدائي لا يحتوي الهيدروجين | SN I: الطيف الابتدائي لا يحتوي الهيدروجين | SN I: الطيف الابتدائي لا يحتوي الهيدروجين | SN II: الطيف الابتدائي يحتوي على خطوط الهيدروجين | SN II: الطيف الابتدائي يحتوي على خطوط الهيدروجين | SN II: الطيف الابتدائي يحتوي على خطوط الهيدروجين    |
| SN Ia: يحتوي الطيف على السيليكون          | لا يحتوي الطيف على السيليكون              | لا يحتوي الطيف على السيليكون              | SN IIb: يغلب الهيليوم في الطيف                   | „Normale“ SN II يغلب الهيدروجين في الطيف         | „Normale“ SN II يغلب الهيدروجين في الطيف            |
| SN Ia: يحتوي الطيف على السيليكون          | SN Ib: يغلب الهيليوم                      | SN Ic: هيليوم قليل                        | SN IIb: يغلب الهيليوم في الطيف                   | SN II L: يقل السطوع خطيا بعد الانفجار            | SN II P: تبقى شدة السطوع على مستوى عالي لفترة طويلة |

## اقرأ أيضا
| - مستعر أعظم، نوع 1أ - مستعر أعظم SN 2007bi - انفجار أشعة غاما 090423 - انفجار أشعة غاما 970228 - مجرة إهليجية - مجرة حلزونية - مستعر أعظم SN 2005ap - مستعر أعظم II - منحنى ضوئي - قائمة أقرب النجوم إلينا | - مجرة - قزم أبيض - عملاق أحمر - الانفجار العظيم - خط زمني للانفجار العظيم - نجم نيوتروني - ثقب أسود - انفجار أشعة غاما 080916C - انهيار تثاقلي - موقع «الكون» في الإنترنت |  |